# Rimacephalus arecepta
Rimacephalus arecepta is een platworm (Platyhelminthes). De worm is tweeslachtig. De soort leeft in of nabij het zoete water van het Baikalmeer.
Het geslacht Rimacephalus, waarin de platworm wordt geplaatst, wordt tot de familie Dendrocoelidae gerekend. De wetenschappelijke naam van de soort werd voor het eerst geldig gepubliceerd in 1969 door Porfirieva.